# Hoquei sobre gel als Jocs Olímpics d'Hivern de 1928
Als Jocs Olímpics d'Hivern de 1928 celebrats a la ciutat de Sankt Moritz (Suïssa) es disputà una prova d'hoquei sobre gel en categoria masculina. La competició tingué lloc entre els dies 11 i 19 de febrer de 1928.

## Comitès participants
Hi participaren un total de 128 jugadors d'11 comitès nacionals diferents:
- Alemanya (11): Gustav Jaenecke, Franz Kreisel, Fritz Rammelmayr, Erich Römer, Walter Sachs, Hans Schmid, Martin Schröttle, Marquard Slevogt, Alfred Steinke, Wolfgang Kittel
- Àustria (12): Herbert Brück, Walter Brück, Jacques Dietrichstein, Hans Ertl, Josef Göbl, Hans Kail, Herbert Klang, Ulrich Lederer, Walter Sell, Reginald Spevak, Hans Tatzer, Hermann Weiss
- Bèlgica (12): Roger Bureau, Hector Chotteau, Albert Collon, François Franck, William Hoorickx, Jean Meeus, David Meyer, Marco Peltzer, Jacques Van Reyschoot, Pierre Van Reyschoot, Jean Van Der Wouwer, Willy Kreitz, André Bautier
- Canadà (12): Charles Delahay, Frank Fisher, Louis Hudson, Norbert Mueller, Herbert Plaxton, Hugh Plaxton, Roger Plaxton, John Porter, Frank Sullivan, Joseph Sullivan, Ross Taylor, David Trottier
- França (12): André Charlet, Raoul Couvert, Georges Robert, Albert Hassler, Jacques Lacarrière, Philippe Lefebure, François Mautin, Calixte Payot, Philippe Payot, Léon Quaglia, Alfred de Rauch, Gérard Simond
- Hongria (11): Miklós Barcza, Frigyes Barna, Tibor Heinrich von Omorovicza, Péter Krempels, István Krepuska, Géza Lator, Sándor Magyar, Béla Ordódy, József de Révay, Béla Weiner
- Polònia (11): Tadeusz Adamowski, Edmund Czaplicki, Aleksander Kowalski, Włodzimierz Krygier, Lucjan Kulej, Stanisław Pastecki, Aleksander Słuczanowski, Józef Stogowski, Karol Szenajch, Aleksander Tupalski, Kazimierz Żebrowski
- Regne Unit (11): Blaine Sexton, Eric Carruthers, Ross Cuthbert, Neville Melland, Victor Tait, Cecil Wylde, Colin Carruthers, William Speechley, Harold Greenwood, Wilbert Hurst-Brown, John Rogers, Bernard Fawcett
- Suècia (12): Carl Abrahamsson, Emil Bergman, Birger Holmqvist, Gustaf Johansson, Henry Johansson, Nils Johansson, Ernst Karlberg, Erik Larsson, Bertil Linde, Sigfrid Öberg, Wilhelm Petersén, Kurt Sucksdorff
- Suïssa (12): Giannin Andreossi, Mezzi Andreossi, Robert Breiter, Louis Dufour, Charles Fasel, Albert Geromini, Fritz Kraatz, Arnold Martignoni, Heini Meng, Anton Morosani, Luzius Rüedi, Richard Torriani
- Txecoslovàquia (11): Jan Peka, Jaroslav Pušbauer, Bohumil Steigenhöfer, Josef Šroubek, Wolfgang Dorasil, Karel Hromádka, Jan Krásl, Johann Lichnowski, Josef Maleček, Jiří Tožička

## Resum de medalles
| Prova            | Or | Argent | Bronze |
| Hoquei sobre gel | CanadàCharles Delahay · Frank Fisher · Louis Hudson · Norbert Mueller · Herbert Plaxton · Hugh Plaxton · Roger Plaxton · John Porter · Frank Sullivan · Joseph Sullivan · Ross Taylor · David Trottier | SuèciaCarl Abrahamsson · Emil Bergman · Birger Holmqvist · Gustaf Johansson · Henry Johansson · Nils Johansson · Ernst Karlberg · Erik Larsson · Bertil Linde · Sigfrid Öberg · Wilhelm Petersén · Kurt Sucksdorff | SuïssaGiannin Andreossi · Mezzi Andreossi · Robert Breiter · Louis Dufour · Charles Fasel · Albert Geromini · Fritz Kraatz · Arnold Martignoni · Heini Meng · Anton Morosani · Luzius Rüedi · Richard Torriani |

## Medaller
| Posició | País   | Or | Argent | Bronze | Total |
| 1       | Canadà | 1  | 0      | 0      | 1     |
| 2       | Suècia | 0  | 1      | 0      | 1     |
| 3       | Suïssa | 0  | 0      | 1      | 1     |
|         |        |    |        |        |       |
| Total   | Total  | 1  | 1      | 1      | 3     |

## Resultats

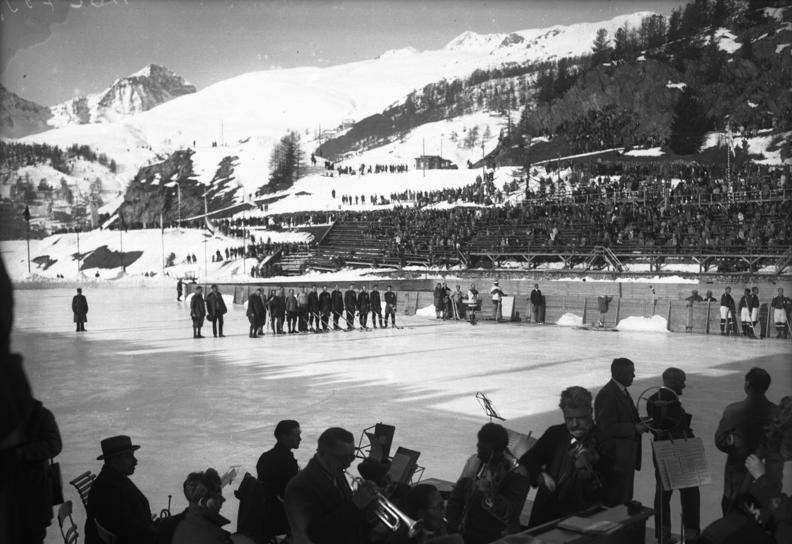
Imatge parcial de l'Estadi Olímpic de Sankt Moritz durant la realització del campionat.

### Primera ronda
Grup A
L'equip sombrejat passa a la ronda de medalles
| Equip      | J | G | P | GF | GC |
| ---------- | - | - | - | -- | -- |
| Regne Unit | 3 | 2 | 1 | 10 | 6  |
| França     | 3 | 2 | 1 | 6  | 5  |
| Bèlgica    | 3 | 2 | 1 | 9  | 10 |
| Hongria    | 3 | 0 | 3 | 2  | 6  |

| 11 de febrer | Regne Unit | 7:3 (3:1,2:0,2:2) | Bèlgica    |
| 11 de febrer | França     | 2:0 (0:0,2:0,0:0) | Hongria    |
| 12 de febrer | França     | 3:2 (0:1,3:1,0:0) | Regne Unit |
| 12 de febrer | Bèlgica    | 3:2 (0:1,3:1,0:0) | Hongria    |
| 13 de febrer | Bèlgica    | 3:1 (2:0,0:0,1:1) | França     |
| 15 de febrer | Regne Unit | 1:0 (1:0,0:0,0:0) | Hongria    |

Grup B
L'equip sombrejat passa a la ronda de medalles
| Equip          | J | G | P | GF | GC |   |
| -------------- | - | - | - | -- | -- | - |
| Suècia         | 2 | 1 | 0 | 1  | 5  | 2 |
| Txecoslovàquia | 2 | 1 | 1 | 0  | 3  | 5 |
| Polònia        | 2 | 0 | 1 | 1  | 4  | 5 |

| 11 de febrer | Suècia         | 3:0 (1:0,1:0,1:0) | Txecoslovàquia |
| 12 de febrer | Suècia         | 2:2 (1:0,1:2,0:0) | Polònia        |
| 13 de febrer | Txecoslovàquia | 3:2 (1:1,1:1,1:0) | Polònia        |

Grup C
L'equip sombrejat passa a la ronda de medalles
| Equip    | J | G | P | GF | GC |   |
| -------- | - | - | - | -- | -- | - |
| Suïssa   | 2 | 1 | 0 | 1  | 5  | 4 |
| Àustria  | 2 | 0 | 0 | 2  | 4  | 4 |
| Alemanya | 2 | 0 | 1 | 1  | 0  | 1 |

| 11 de febrer | Suïssa  | 4:4 (2:4,1:0,1:0) | Àustria  |
| 11 de febrer | Àustria | 0:0 -             | Alemanya |
| 16 de febrer | Suïssa  | 1:0 (1:0,0:0,0:0) | Alemanya |

### Ronda de medalles
Els tres primers de cada grup passen a aquesta ronda juntament amb el vingent campió olímpic, Canadà. En aquesta ronda juguen tots contra tots.
| Equip      | J | G | P | GF | GC |
| ---------- | - | - | - | -- | -- |
| Canadà     | 3 | 3 | 0 | 38 | 0  |
| Suècia     | 3 | 2 | 1 | 7  | 12 |
| Suïssa     | 3 | 1 | 2 | 4  | 17 |
| Regne Unit | 3 | 0 | 3 | 1  | 21 |

| 17 de febrer | Canadà | 11:0 (4:0,5:0,2:0) | Suècia     |
| 17 de febrer | Suïssa | 4:0 (0:0,2:0,2:0)  | Regne Unit |
| 18 de febrer | Canadà | 14:0 (6:0,4:0,4:0) | Regne Unit |
| 18 de febrer | Suïssa | 0:4 (0:1,0:0,0:3)  | Suècia     |
| 19 de febrer | Suècia | 3:1 (2:1,0:0,1:0)  | Regne Unit |
| 19 de febrer | Suïssa | 0:13 (0:4,0:4,0:3) | Canadà     |